# قائمة حلقات مات هاتر
تسرد هذه القائمة، حلقات مسلسل الرسوم المتحركة البريطاني-الكندي-الهندي مات هاتر، مع ذكر بعض أحداث كل حلقة.

## الموسم 1
1-فرسان الكون المتعدد: التلميذ الأمريكي مات هاتر يصل إلى مسرح كورونيت في لندن ليجد أن جده مفقود، ثم يكتشف الشاشة السرية 2 مخبأ أسلحة وأدوات مذهلة، ويعيش هؤلاء في كتاب قديم يسمى سجلات التفاعلية للعمل والمغامرات، وبوابة إلى بعد آخر والذي هو الاكوان المتعددة، في إقليم الاثار مات يلتقي حلفائه روكسي (مقتفية الاثر) وغوميز (الحارس) ويواجه العدو اللدود اللورد تنوروك ومبعوثه الشرير الفارس الاسود! مات، روكسي وجوميز يتحدون معا في محاولة لايقاف الفارس الاسود من سرقة كأس التناغم المقدس لهارمونيا وإغراق العالم في خراب ودمار أبدي!
2-لسعة العقرب: مات، روكسي وغوميز يخوضون سباقا مع الزمن لمنع شرير هو نصف انسان ونصف آلة والذي هو العقرب من استنزاف الواحات في بحر من الرمال وحرمان المواطنين من إمدادات المياه الثمينة الخاصة بهم ولدى غوميز خريطة لجميع ينابيع المياه في بحر الرمال وتنوروك يريدها بشدة فهل يستطيع العقرب اخد الخريطة وهل يستطيع مات، روكسي وغوميز ان يدمروا العقرب ويعيدوا الخريطة وينقذوا بحر الرمال من خطط تنوروك الشريرة؟
3-جمجمة الغراب الاسود: غوميز قد تم اختطافه من قبل طيف القرصان ريد بيرد وهو يعتقد انه مقتفي الاثر وان بامكانه تحديد مكان جمجمة الغراب الاسود المفقودة، التي سوف تمنح ريد بيرد القوة للسيطرة على العقول، هل يستطيع مات وروكسي انقاذ غوميز وايجاد جمجمة الغراب الاسود قبل ريد بيرد؟
4-نهوض المومياء: تنوروك يطلق العنان للمومياء، مع أوامر للعثور على العين الذهبية للملك را وحرق بحر الرمال إلى رماد، فقط مات، روكسي وغوميز وجمل روكسي من يقف بينه وبين الكارثة، فهل يستطيع المومياء ان يجد ويكمل عين را في الوقت المناسب قبل ان يتم سجنه من قبل مات في قبة الاشرار؟
5-محارب الرمال: السباق لإنهاء جميع سباقات على المحك، والثمن هو الجاذبية نفسها، انه مات، روكسي وغوميز مقابل إحياء تصل شرير السرعة المعروف باسم سايبر رايسر ودراجته النارية السريعة المعروفة باسم ساحقة الكثبان، هل يستطيع سايبر رايسر ان يحرر اخر كرتي الجاذبية قبل فوات الاوان؟
6-الدكتور فوسيل: اللورد تنوروك يرسل صياد الديناصورات الدكتور فوسيل لايجاد واعادة احياء الوحش الشرير الاقصى ترورسوريس ريكس، مات، روكسي وغوميز يجب أن يوقفوه ولكن أولا لديهم مواجهة مع جيش من اليورابتورز الجياع، فهل يستطيع مات، روكسي وغوميز هزم فوسيل ومتحجرات الديناصورات الجياع والقاتلين وانقاذ الكوكب قبل عودة الوحش الشرير القاسي؟
7-صندوق الشرور الصغير: تنوروك يستدعي باندورا التي تتحول إلى فتاة شابة تطلق على نفسها اسم باميلا، بفضل غوميز وزاحف مجنح يدعى يونيس كشف امر باندورا وطبيعتها الشريرة المزدوجة، ولكن بعد فوات الأوان، فهل يستطيع مات، روكسي وغوميز ويونيس القضاء على باندورا نهائيا واعادة شرها الكبير إلى داخل الصندوق الذهبي الصغير مرة أخرى؟
8-متاهة مينوتور: روكسي وغوميز وجدا مدلاة هالة تحتوي على دليل لموقع جد مات ألفريد هاتر، نصب لهم تنوروك فخا قاتلا لايقافهم لكنه لم ينجح في ذلك فأرسل لهم أقوى الاشرار الذين استدعاهم حتى الآن وهذا الشرير لديه رأس ثور جبار وقوي، انه مينوتور الذي احتجز مات، روكسي وغوميز في متاهة من موجات الطاقة، فهل يستطيعون الخروج من تلك المتاهة المخيفة وهزم مينوتور وسجنه في قبة الأشرار وإيجاد جد مات المسجون آلفريد هاتر؟
9-مفتاح الهيكل المفقود: عندما كشف المستكشفون في هارمونيا مفتاح الأبعاد المفقود ارسل تنوروك أكبر الاشرار في القبة على الإطلاق وهو سيكلوبس ليسرق ذلك المفتاح ويجد البوابة المثالية لبعد سجن تنوروك في قلعة السماء الفارغة، مات يدرك أن هذا المفتاح يمكن أن يساعده أيضا في إيجاد جده المسجون ألفريد هاتر فهل سيستطيع مات تحرير جده ألفريد وتدمير سيكلوبس وحبسه في قبة الاشرار؟
10-المارد الخبيث: بسيم يذهب بحثا عن مصباحه السحري نيابة عن تنوروك الذي يهدف إلى إطلاق العنان إلى الامنية القصوى، إلا إذا وجد مات وسيلة لتدمير المصباح، وانقاذ الكوكب في الوقت المناسب قبل ان يصل بسيم إلى قدراته القصوى ويدمر هاتر وبحر الرمال بالكامل، فهل يستطيع مات، روكسي وغوميز ان يهزموا بسيم المارد وان يدمروا خطة تنوروك وايقافه للابد؟
11-نهوض العنقاء الناري: تنوروك يأمر سيد اللهب فلينت فينكس بأن يوجه لهبه الحارق إلى بيض وحوش اللهب حتى يفقص ويدمر الكوكب المتعدد ويحرقه ويحوله إلى رماد، مات يتحدى فينيكس إلى سباق على المركبة الحوامة لمنعه من الوصول إلى مناجم الأحجار الكريمة، هل يستطيع مات، روكسي وغوميز ان يهزموا الفينيق الناري ويمنعوه في الوقت المناسب قبل ان يحرر بيض وحوش اللهب الحارق؟
12-ميدوسا والجيش الحجري: تنوروك يستدعي الإمراة الأكثر شرا وعديمة الرحمة في القبة والتي هي ميدوسا ذات الشعر المليء بالافاعي السامة والقاتلة وقد تحررت لتحول سكان هارمونيا كلهم إلى محاربين ومقاتلين حجريين، وقد استطاعت تحويل روكسي إلى محاربة من جيشها الحجري، فهل يستطيع مات وغوميز ان يقاتلا بدونها وهل يستطيعان ايقاف ميدوسا وجيشها الحجري الذي لايقهر؟
13-غرفة الهلاك: تنوروك يطلق أذكى واقوى شرير من بين كل الاشرار الذين اطلقهم حتى الآن انه البروفسور فلاديمير غورسكي يسعى إلى حجر النور وهو موجود في القبر المفقود تحت الأرض في بحر الرمال والذي سوف يمنحه الحياة الأبدية، هل يستطيع مات، روكسي وغوميز ان يمنعوه من أخذ حجر النور، وهل سينجح في تحقيق رغبته في الاتحاد مع تنوروك ونشر الرعب في الكون المتعدد إلى الأبد؟

## الموسم 2
14-ملك المستذئبين: وروولف ينطلق للبحث عن قرص القمر الذي سيجعله يصنع جيشا ضخما وقويا وشرسا وضاريا من المستذئبين، وهو في الواقع نصف انسان ونصف ذئب يدعى لايكان، وروكسي تقع في حبه بشدة لدرجة انها تريد مرافقته على مرافقة صديقيها مات وغوميز على الرغم من شكوك مات، وعندما تبين ان طبيعته الحقيقية هي ذئب، يبدا السباق الشرس والحقيقي، فهل يستطيع مات، روكسي وغوميز القضاء على لايكان ومنعه من تكوين جيش المستذبين وهل تستطيع روكسي ان تلقنه درسا لأنه كذب عليها وعلى اصدقائها؟
15-لعنة مملكة البلور: بعد تضرر عصا روكسي، يذهب ملك القردة لسجن كل سكان هارمونيا إلى داخل مملكته البلورية، وقد استطاع أيضا ان يسجن غوميز وهو يريد عدم تدخل ال هاتر في خطة تنوروك الشريرة لهذا دمر جهاز الاتصال بعصا روكسي ولكن في ما بعد وصل مات إلى الكوكب المتعدد، فهل يستطيع مات وروكسي انقاذ غوميز وسكان هارمونيا واخراجهم من مملكة القرد البلورية، وهل يستطيعان القضاء على ملك القردة وسجنه في قبة الاشرار؟
16-الكابتن لايتنينغ: عندما ضربت عاصفة طاقة تولد برقا أزرق نادر جدا مدينة المهرجان، يسعى تنوروك لتسخير طاقتها فأرسل واحدا من أشراره وهو الوحيد القادر على تحمل طاقة تلك العاصفة البرقية الزرقاء اللامعة، انه مات، روكسي وغوميز في سباق مع الزمن لإيقاف ملك البرق والعواصف البرقية الكابتن لايتنينغ من وضع واكمال شبكة البرق على برج السماء، هل يستطيع مات، روكسي وغوميز ايقاف سيد البرق الكابتن لاتنينغ ومنع تنوروك من الاستيلاء على طاقة عاصفة البرق الزرقاء قبل ان يجمعها في الكرة الثلاثية وقبل فوات الاوان؟
17-ساحر الظلام: تنوروك يأمر مارلين الساحر الشرير بان يستخدم كيميائه لتشكيل انفجار قوي بما يكفي لفتح سجنه ويأمر أيضا بان ياخذ سكان هارمونيا لجمع مايكفي من جواهر في مناجم الاحجار الكريمة للتسبب في موجة مظلمة ابدية على كل الكواكب وجعلها تهلك وتتحول إلى رماد داكن، هل يستطيع مات، روكسي وغوميز ان يمنعوه قبل فوات الاوان؟
18-جندية القبر المفقود: عندما كسر كرو الكرة الثلاثية الابعاد عن غير قصد، تنوروك يرسل براولر للعثور على البلورة النجمية، حتى أنها تمكنت من خداع مات، روكسي وغوميز بانها تستطيع تحرير الجد المسجون ألفريد هاتر لكنها في الحقيقة خدعتهم لتسرق البلورة النجمية وتريد إعطائها لتنوروك عبر خلية حياتها ليتمكن من اصلاح الكرة الثلاثية، فهل يستطيع مات، روكسي وغوميز ان يكشفوا حقيقتها ويمنعوها من أخذ البلورة النجمية قبل فوات الاوان؟
19-الساحرة الطائرة: أركانا الساحرة تنطلق لتجمع المكونات الخاصة والضرورية لتكمل جرعتها المثالية والتي ستسرق قوة وجوهر حياة المسجون ألفريد هاتر، والمكون الأهم الذي تحتاجه بشدة هو شعرة واحدة من أحد أفراد آل هاتر ومات واحد منهم لكنه مريض ليسجن أركانا وقد استطاعت تحويل غوميز إلى ضفدع، فهل يستطيع مات المريض وروكسي ان يعيدوا غوميز إلى طبيعته وهل يمكنهم عكس تعويذة أركانا الشريرة وإنقاذ ألفريد؟
20-خدعة أو علاج: كاندي كاين قد عاد مع أوامر من اللورد تنوروك باستخدام قدرته على تنويم الناس مغناطيسيا وقدرته في صنع أطباق شهية من الحلوى اللذيذة لكي يضعف جميع أطفال الشوارع وتصبح قواهم خاوية ولايوجد في عقولهم سوى اللعب والكثير الكثير من المرح لأنهم دائما يفسدون خطط تنوروك، وقد استطاع ان يحول غوميز إلى محب للمرح أيضا، لوشيس زعيم مدينة المهرجان أحضر آلة الدوامة التي بإمكانها الإتصال بالكوكب الثلاثي الابعاد وكل مايحتاجه هو جمع أربعة من خلايا الطاقة الحركية لإنهاء اتصال تنوروك بالكوكب الثلاثي الابعاد للابد، فهل يستطيع مات، روكسي ولوشيس ان يجمعوا كل خلايا الطاقة الحركية في مدينة المهرجان وهل يمكنهم ان يهزموا كاندي كاين وينقذوا أطفال الشوارع وغوميز؟
21-المشكلة المزدوجة: الدكتور جيكل قد عاد، لكنه لا يستطيع التحكم في جانبه الوحشي السيد هايد، وإذا لم يستطع السيطرة عليه فسوف يكون بلا فائدة لخطط تنوروك الشريرة، لذلك يجب أن يتحدا ويكونا معا الدكتور جيكل والسيد هايد، فهل سيتمكنان من العثور على المكعب الخريطة لإخراج تنوروك من سجنه قبل أن يهزم من قبل مات، روكسي وغوميز؟
22-كسوف الشمس: تنوروك يستدعي أحد الآلهة المصرية وهي تلقب بملكة الشمس واسمها الملكة آيسيس ويأمرها بأن تقوم بتسخير طاقات الشمس من أجله ليهرب من سجنه ويأمرها أيضا بأن تستخدم قدرتها بالتحكم في الشمس لإغلاق بوابة مات هاتر كي لايأتي إلى الكوكب ويفسد خطة تنوروك من جديد، لكنه قد عاد بفضل غوميز الذي استطاع ان يستخدم مفاتيح الشمس خاصتها لفتح البوابة، فهل يستطيعون إيقافها قبل فوات الأوان وقبل ان تجعل الظلام الأبدي يحل على بحر الرمال؟
23-قلب مصاص الدماء: روكسي قد نومت من قبل سيد مصاصي الدماء (والملقب أيضا باسم كاونت فينوم)واضطر لاستدعاء مات إلى الكوكب المتعدد، وعندما وصل، واجهه سيد مصاصي الدماء لكنه هرب مع غوميز وأخذ معه روكسي التي تحولت إلى مصاصة دماء، ولكن في نهاية كل هذا مات وغوميز لم يتمكنا من هزيمة وإيقاف كاونت فنوم، فهل يستطيع مات وغوميز إيقاف سيد مصاصي الدماء وإنقاذ روكسي؟
24-وحش من البحيرة السوداء: شيء كريه وسمكي الرائحة، وسببه هو رجل برمائي يدعى فيبيوس، استولى على نظام الصرف الصحي بمدينة المهرجان، وقد تمكن من إيصال أنابيب هواء مدينة المهرجان بأنابيب روائح المجاري الكريهة والسامة لكي تعطي مدينة المهرجان هواء ساما وقاتلا وتقضي على هوائها النقي الذي دام لآلاف السنين، هل بإمكان مات، روكسي وغوميز أن يهزموا فيبيوس وينقذوا مدينة المهرجان من الهلاك في غازه السام وكريه الرائحة؟
25-ليلة رعب المعيشة: رئيس الزومبي قد عاد ليتلذذ على عقول أطفال الشوارع وسلبهم كل ذكائهم وتحويلهم إلى زومبي، وقد ارسله تنوروك ليغزو الكوكب المتعدد مع جيشه من الزومبي للتسبب بكثير من الفوضى قدر الإمكان، لكنه يريد كتاب السجلات ليتلذذ على عقول جميع الأشرار والوحوش في قبة الأشرار، وقد تمكن أيضا من تحويل روكسي وغوميز إلى زومبي في جيشه، والآن إنه مات والكابتن لايتنينغ ضد رئيس الزومبي ومدينة كاملة من جيش الزومبي، بالإضافة إلى روكسي وغوميز أيضا، فهل يستطيع مات والكابتن لايتنينغ هزم رئيس الزومبي وإنقاذ أطفال الشوارع وروكسي وغوميز؟
26-عودة مبدل الشكل: ألفريد هاتر قد اتصل بمات، وقال له عن كيفية الإتصال بروكسي ليذهب للكوكب المتعدد كي يحرره، ولذلك، تنوروك يطلق مبدل الأوجه العديدة سويتش ليقوم بالتحول طيلة الوقت ومحاولة منع مات هاتر من تحرير جده ألفريد، فتحول إلى باكوس ليمنحهم خريطة مزيفة وتحول إلى شريرين من أشرار تنوروك وهما البشري الناري فاير فينكس وذو رأس الثور مينوتور وبعد ذلك اختطف غوميز وتحول اليه وقد تمكن سويتش من خداع مات وروكسي ليتقفيا أثر ألفريد هاتر، وفي النهاية قد كشفت حقيقته وخدعه وتم سجنه في قبة الأشرار من قبل مات، لكن ألفريد قد فقد مجددا، ومات يقسم على إيجاده وتحريره في يوم ما.

## الموسم 3
27-إعادة شحن مفجر الخلايا: تنوروك يستدعي شريرا جديدا آخر وهو نصف رجل ونصف لعبة، ويدعى ماغنيفيكو صاحب الشخصية البارزة لنشر الفساد والخراب في الكون المتعدد، وبفضل آخر شرير يطلقه من القبة والذي هو سويتش مبدل الأوجه تكتسب الكرة الثلاثية قدرتها الكاملة مما يعني أن بإمكانه استدعاء وحش أو اثنين أو ثلاثة في أي وقت يريد وبإمكانه أيضا التواصل مع الكوكب الثلاثي الأبعاد بصورة ثلاثية الأبعاد وأشياء كثيرة بعد، وفي الوقت نفسه، يحصل مفجر الخلايا الخاص بمات على ترقية عظيمة ومميزة جدا بفضل مفتاح التورس الخاص بجد مات آلفريد هاتر وقد سرقه منه ماغنيفيكو في الماضي، وبما أن كلا من فاعل الخير ومنقذ الكواكب المتعددة (مات هاتر) وملك الظلام والفساد والخراب في كل مكان وسيد كل الأشرار والوحوش الخارقين في القبة (اللورد تنوروك) قد اكتسبوا معا قدرات جديدة وفائقة جدا، فإن الحرب والمعركة النهائية بين الخير والشر قد بدأت، فهل سينجح مات وأصدقائه روكسي وغوميز في هزيمة ماغنيفيكو وإنقاذ الكواكب المتعددة من الدمار الشامل؟
28-الهروب من قبة الأشرار: برولر قد عادت من قبل السيد تنوروك إلى بحر الرمال لسرقة مفجرات الشمس المدمرة جدا من معبد الشمس وإنشاء فخاخ كثيرة لمات وأصدقائه، غوميز يعثر على جهاز يفتح كل الأبواب ومات يشك في أن هذا المفتاح هو الذي تسعى له برولر، لكن في الحقيقة مهمتها الرئيسية والتي في غاية وقمة الأهمية هي تدمير كتاب السجلات وسرقة كل خلايا الأشرار والوحوش وإطلاقهم من قبة الأشرار وإعطائهم لتنوروك بواسطة مصيدتا الخلايا التي كانتا لآلفريد هاتر، فهل يستطيع مات ورفاقه منع برولر من سرقة خلايا الحياة لأشرار تنوروك وهل يستطيعون منع تنوروك من استخدام وإطلاق كل الأشرار في القبة من جديد ونشر الفوضى والدمار في الكواكب المتعددة؟
29-هجوم الديناصورات: الدكتور متحجر قد عاد، وهو في مدينة المهرجان وقد ازداد أكثر قوة وشراسة من ذي قبل بواسطة تواصله مع أجهزة مدينة المهرجان ذات التكنولوجيا الفائقة، وقد أمره تنوروك بغزو المدينة بجيش من ديناصورات الفيلوسيرابتور ليخيفوا ويرعبوا كل المدينة وأمره أيضا بإعادة إحياء ملك عالم الديناصورات ريكسوس جيغانتيكوس (Rexus Giganticus), ويجد غوميز فيلوسيرابتور صغيرا أسماه (سبايك), فهل يستطيع مات، روكسي وغوميز وسبايك إيقاف الدكتور متحجر ومتحجراته القاتلة والوحش الشرير الأقصى؟
30-تحالف الأشرار: بواسطة اكتساب الكرة الثلاثية كامل طاقاتها، يرسل تنوروك ثلاثة أشرار في وقت واحد: ريد بيرد في إقليم الآثار، ميدوسا في بحر الرمال والمومياء في مدينة المهرجان لتكوين وصنع فوضى هائلة جدا في كل الكواكب المتعددة بمرة واحدة، هل يستطيع مات وأصدقائه روكسي وغوميز التغلب على هؤلاء الأشرار الخارقين الثلاثة في وقت واحد أو سوف يسقط الكوكب المتعدد تحت جبروت تنوروك؟
31-السهم الذهبي: تنوروك يستدعي كيوبيد للعثور على سهم أبولو الذهبي الأخير ليطلقه في السماء الممزقة في إقليم الآثار، إذا فعند إطلاقه فسوف تتصادم العوالم والكواكب المتعددة ببعضها وتشكل انفجارا كبيرا وعظيما للغاية وسوف يكون تنوروك حرا، فقام الكيوبيد بتنويم باكوس والسيطرة على عقله بواحد من سهامه الخطيرة فيخدع مات ورفاقه بالبحث عن سهم آبولو بدلا من الكيوبيد لحل المشكلة، فيجد مات وأصدقائه روكسي وغوميز جهازا تكنولوجيا يعطي ألغاز كثيرة للعثور على الكنوز أو أي شيء آخر مفقود، وقد استغلهم كيوبيد فوجد السهم في النهاية، فهل يستطيع مات، روكسي وغوميز ان يهزموا كيوبيد قبل ان يحول السماء إلى دمار كامل؟
32-العودة إلى المستقبل: مصير الكون المتعدد كله يقع على أكتاف مات في هذا الوقت، تنوروك يطلق العنان لشرير خارق معروف باسم سيد الزمن والوقت والمستقبل والماضي ويدعى تيك توك، لتغيير نتيجة المعركة النهائية لألفريد هاتر والسيد تنوروك من خلال العودة في الزمن، مات يجب أن يكون على أصابع قدميه هذه المرة لأنه مع قنابل الوقت الخاصة بتيك توك، فسوف تكون هزيمته صعبة للغاية، فهل سينجح مات وأصدقائه في تحدي سباق الزمن ضد تيك توك ام ان الأوان قد فات؟
33-حجر العقوبة: يخطط تنوروك لتدمير عالم جديد ورائع جدا يدعى الغابة العجيبة من خلال استدعاء وحش صخري مدمر بقوة كبيرة ويدعى ترول لإستخدام مهارته في شم الصخور لشم صخرة شريرة تدعى حجر العقوبة، وعندما تصب الأمطار الحمضية السوداء على الغابة العجيبة، العالم السري الأكثر قوة والأكثر احتراما للجميع وأجمل كوكب من بين كل الكواكب الأخرى، سوف يختفي ويتحول إلى ساحة للمعارك وفوضى قاتلة وعالما مليئا بالدمار والخراب وليس فيه سوى الظلام الداكن، فهل يستطيع مات، روكسي وغوميز أن يوقفوا ترول ومنعه من إيجاد حجر العقوبة قبل تحول الغابة العجيبة إلى دمار محتم؟
34-قانون الفرسان: الفارس الأسود قد عاد مجددا لكنه زاد أكثر قوة وشراسة من ذي قبل، ومهمته هذه المرة هي البحث عن مجلس الأشجار السحري حتى يتمكن من اقتلاع جذور حياتهم التي تحتوي على كافة أنواع المعارف السرية والمخفية التي تتعلق بكل الكواكب المتعددة بأكملها، وذلك بواسطة قدرته الخارقة والعظيمة في امتصاص قوى الحياة من أي شخص أو أي شيء، فهل يستطيع مات وكل من صديقيه روكسي وغوميز ان يوقفوا الفارس الأسود في جميع الأحوال وفي جميع الظروف وإنقاذ مجلس الأشجار العظيم قبل فوات الأوان؟
35-أكبر المخاوف: تنوروك يرسل شريرين إلى الغابة العجيبة هذه المرة، أول واحد كان البشري قاذف اللهب فلينت فينكس ليستخدم لهبه الحارق جدا لحرق وتدمير القبة الذهبية وسرقة الكتاب المليئ بكل أسرار الكواكب المتعددة، لكنه لم ينجح لأن مات قضى عليه في السماء بمدفع الماء خاصته، وبعدها فكر تنوروك في استدعاء شرير أقوى وأقدر بكثير من فاير فينكس ليمزق هاتر إلى أكثر من ألف قطعة، وهذا الشرير الخارق هو ذو رأس الثور الهائل مينوتور لتدمير مات هاتر وإخافته إلى أقصى الحدود وإظهار أكبر مخاوفه، فهل يستطيع مات إعادة مينوتور إلى قبة الأشرار مرة أخرى بعد فلينت فينكس أو سوف تقع الغابة العجيبة في قبضة تنوروك؟
36-الصاعقة تضرب مجددا: عندما ضربت عاصفة نيزك مدمر الكابتن لايتنينغ قسمته إلى اثنين من الكابتن لايتنينغ، تنوروك يستغل هذه الفرصة لجعل كل منهما يتسابق للعثور على الجوهرة المتوهجة والتي سيستخدمها ضد مات هاتر في يوم آخر إلى ان يصلح شيئا سريا وضروريا جدا، مات، روكسي وغوميز لديهم مشكلتين مزدوجتين: الأولى هي هزيمة كلا من الكابتن لايتنينغ وإنقاذ أطفال اشوارع الذين كانوا آليين منذ البداية من تسممهم القاتل من ضربة ذلك النيزك القوي، فهل يستطيع مات، روكسي وغوميز إنقاذ أطفال الشوارع وهزم الكابتن لايتنينغ وجانبه الشرير الآخر؟
37-دخان تقليص الحجم: من أجل جعل الكواكب المتعددة تقع في دمار وخراب مدمر، اللورد تنوروك يرسل شريرا صغيرا جدا ولكنه قاتل للغاية ويدعى غانغستر باغ بق العصابة لتعطيل أنابيب الهواء المتصلة بكل الكواكب وغزوها برائحة كريهة سامة حتى تعفن الأجواء والأهوية النقية وتنتشر في كل الكواكب، ولينشر أيضا غازا مقلصا لحجوم الآخرين، حيث يحتاج مات لتقليص حجمه وصولا إلى حجم صرصور ليتمكن من إيقاف غانغستر باغ ومنعه من نشر الغازات السامة في أنابيب الهواء اتي ستجعل كل الكواكب المتعددة تنهار وتدمر بالكامل، فهل يستطيع كل من مات، روكسي وغوميز إيقافه قبل فوات الأوان؟
38-عين النمر: تنوروك يطلق شريرة قوية وهي عبارة عن مقتفية أثر مخادعة ونمرة نينجا لها مواصفات البشر، وهي خبيرة بفنون الدفاع عن النفس، إنها شينتورا لسرقة عصا روكسي وللعثور على (النيفرغلايدز)، وهي جزء مخفي من الغابة العجيبة لا يعرفها إلا المقتفون، ولذلك سرقت عصا روكسي كي لاتتمكن من إيجادها أبدا، وللتواصل مع العنبر الخفي لتكون قادرة على جني الدمار والخراب والفوضى في جميع أنحاء الكواكب المتعددة، فهل سينجح مات، روكسي وغوميز في إيقافها قبل فوات الأوان؟
39-مفتاح الكوكب: روكسي وغوميز يبحثان عن مفتاح الكوكب باستخدام الدليل الذي أخذوه من مجلس الأشجار لتحرير جد مات يرسل تنوروك سلام درويد روبرت هالك لاعتراض متقفية الأثر وغوميز عن البحث وبعد هزم سلام درويد يجدون المفتاح في الدائرة الصخرية يذهب تنوروك باستخدام قفاز عابر للأبعاد، فهل يستطيع مات وروكسي وغوميز منع تنوروك من خروجه من سجن؟

## الموسم 4
40-على أجنحة الهلاك: اكتشف المستكشفون في هارمونيا قطعة تعود إلى تكنولوجيا هاتر من جهاز مفجر المادة المضادة، الذي بإمكانه احتجاز فخاخ الفضاء والمادة في خلايا مطلية بالفضة، فقام تنوروك باستدعاء إيكوريس ذو العين الثقابة كالنسر ليجد مفجر المادة المضادة حتى لا يخسر فخاخ الفضاء والمادة، فهل يستطيع مات إيجاد مفجر المادة المضادة قبل إيكوريس؟
41-كهف المتعقبين: قام تنوروك باستدعاء سويتش للعثور على لوح الخنفساء الذي يدل على مكان مطرقة الزلزال الجبارة متنكراً بشكل روكسي متقفية الأثر ثم تنكرت بشكل البروفيسور غورسكي لقراءة اللوح فعند عثوره على المطرقة لحقت به روكسي فعاد وتحول سيكلوبس وهزم روكسي وحاول مات إيقافه، فهل يستطيع مات وروكسي وغوميز إيقافه قبل استخدام المطرقة؟
42-عائدة سعيدة: الترس الإلكتروني الذي كان يعتقد أنه انقرض روكسي تعقبت مجموعةً تحت مدينة المهرجان لإعادة النور إلى المدينة التي أطفأها تنوروك فيرسل سايبر ليزر لتدمير جميع التروس الإلكترونية وإيقاف أبراج المسننات جميعاً يحاول مات إيقافه لكن سايبر ليزر يحصل على قوة توربينية، فهل يستطيع مات وروكسي وغوميزإيقافه وإضاءة مدينة المهرجان؟
43-جذور الشر: تنوروك يقوم بإصلاح قلب الدوق فينوم لاستخدام قوى مصاصِ الدماء وحيى لا يدمر إلا باستخدام قطعة من شجرة الحياة في الغابة العجينة فينوم مخلوقات التوك توك فيختطف روكسي ويقيد غوميز ويسمم الغابة العجيبة ومن بينهم مجلس الأشجار واستطيع تقيد مات وغوميز أيضاً، فهل يستطيع مات وروكسي وغوميز إيقافه قبل تدمير الغابة العجيبة؟
44-مواجهة الأشرار الخارقين: ديسكورفيا التي عادت إلى الحياة فيحاول سكان هرمونيا وضع كأس التناغم على قمة جيل الهيكل لمشاركة قوتها معها فيرسل تنوروك سلام درويد  لتدمير الكأس ويحاول مات إيقافه لكنه لم يستطع فأرسل سكوربيو نيترون، فهل يستطيع مات باستخدام سكوربيو نيترون إيقاف سلام درويد؟
45-رنين أجراس الفوضى: تنوروك يرسل ايقور للعثور على جوهرة الجرس لتفعيل جرس الفوضى ليضع نهاية لمدينة المهرجان من خلا ل قرعه لأنه الوحيد الذي يعرف مكان الجوهرة والوحيد الذي يستطيع قرع الجرس، فهل يستطيع مات وروكسي وغوميز إيقافه قبل تدمير مدينة المهرجان؟
46-بدون قيود: تنوروك يرسل محرك الدمى للسيطرة على غوميز لإحضار خارطة نجوم الكوكب المتعدد من كهف المتعقبين السري فيقوم فيتحكم بمات من خلال قنبلة غاز مثيرة للضحك ويجعله يقاتل روكسي ويتحكم بغوميز ويجعله يعثر على خريطة نجوم الكوكب المتعدد، فهل يستطيع مات إيقاف محرك الدمى قبل حصوله على الخريطة؟
47-صحراء الجليد: تنوروك يرسل زيرونا لإنهاء الحياة الجديد في ديسكورفيا ووضع الكوكب المتعدد في عصر جليدي وتحويل بحر الرمال إلى بحر الجليد مع جنودها قابلي الجليد، فهل يستطيع مات وروكسي وغوميز إيقاف زيرنا قبل تحويل بحر الرمال إلى بحر الجليد؟
48-أشباح السجلات: تنوروك يرسل جاك السام الشبح الغير ودود الذي قام بأخذ مفجر الخلايا الذي استخدمه كطعم لجلب مات خلفه ليأخذ كتاب السجلات ويحرر أشباح الأشرار الخارقين في بيت اللهو المسكون وفي مدينة المهرجان فبذلك أصبح أولاد الشوارع خائفين كما خطط تنوروك، فهل يستطيع مات إيقاف جاك السام وإرجاع الأشرار الخارقين إلى كتاب السجلات؟
49-صيد تنين الكهرمان: استيقظ تنين عرف الكهرمان الذي يبقي الغابة العجيبة على قيد الحياة يرسل تنوروك الكونونيل باكشوت الصياد الأقوى للقضاء على التنين عن طريق استخدام مخلوقات التوك توك كطعم لصيد التنين على الجبل المتوسط وبالفعل استطاع إيقاع التنين في المصيدة، فهل يستطيع مات إيقافه قبل قتل التنين؟
50-عودة الشريرة: تنوروك يرسل أركانا مجدداً التي أعطت روكسي تفاحةً فتحولت إلى جمل وأجبرت غوميز على فتح كهف المتعقبين لإحضار عين ألقوس التي ترى كل شيء لكن غوميز خدعها واستدعى مات ولكن أركانا ملأت بحر الرمال بثعابين الرمال وأخذت العين، فهل يستطيع مات إيقافها قبل استخدام العين وإحتجاز أركانا؟
51-العين التي ترى كل شيء: احتفال جميع سكان الكوكب المتعدد أولاد الشوارع وسكان هارمونيا وسكان ال هابار ومخلوقات التوك توك بأعمال مات هاتر بمناسبة مرور سنة على ظهور مات الأول في الكوكب المتعدد حيث رأوا أعمال مات من خلال عين ألقوس يرسل مات ماغنيفيكو القوي الذي حاول القضاء على زعماء الممالك، فهل يستطيع مات إيقافه قبل القضاء على زعماء الممالك؟
52-عملة الفوضى: تنوروك يرسل فلبيستر لتبديل مات وجعله خارج الكوكب المتعدد وبالخطا بدله بألفريد وجعل مات في سجن الأبعاد وذهب للإستحواذ على كنوز الكوكب المتعدد ثم عكس ألفريد التعويذة فعاد مات، فهل يستطيع مات إيقاف فلبيستر؟